# Wust (bei Schönhausen)
Wust (bei Schönhausen) este o comună din landul Saxonia-Anhalt, Germania.